# Cidade Nova (Ananindeua)
Cidade Nova é um dos bairros da cidade de Ananindeua, no estado brasileiro do Pará. O bairro é dividido em 11 conjuntos habitacionais: Cidade Nova I a IX , Guajará I e II, além das antigas áreas de invasão em torno. 

## História
Originalmente um conjunto habitacional inaugurado na década de 1970, a partir de um projeto criado pela COHAB, é o maior conjunto planejado do Pará.[carece de fontes?] Foi desmembrado do bairro do Coqueiro por volta do ano de 2000 e hoje concentra quase a metade de toda a população do município.[carece de fontes?]
O projeto habitacional que daria origem ao Conjunto Cidade Nova começou a ser realizado já em fevereiro de 1974, quando então a Gleba 1 que originou o Cidade Nova I foi adquirida pela COHAB e sendo esta a sua primeira parte, foi inaugurada e entregue em 1977. As últimas glebas adquiridas e consequentemente os últimos conjuntos entregues foram o Cidade Nova VIII e o IX, respectivamente entre 1978 e 1986. A gradual melhoria na rede de serviços, a partir de meados da Década de 1990 foi cada vez mais atraindo uma população de classe média, o que foi mudando a característica do conjunto. Recebeu obras de infra-estrutura em 2010.
Hoje o Bairro da Cidade Nova é em grande parte autossuficiente, o que o difere bastante de seus primeiros tempos, entre o fim da década de 1970 e a década de 80, nos quais os primeiros moradores eram pessoas mais simples pertencentes às camadas sociais mais baixas da sociedade paraense e não desfrutando ainda de uma infraestrutura adequada para fixação no município de Ananindeua.
Em 2015, foi inaugurado no bairro o CIP - Centro de Inclusão Produtiva, complexo educacional público, com vários cursos profissionalizantes disponíveis à população.